# Larx Entertainment
Larx Entertainment (株式会社ラークスエンタテインメント?, Kabushiki-gaisha Raakusu Entateinmento) è uno studio di animazione giapponese fondato nel luglio 2006. Assieme a Lerche, è parte di Studio Hibari, infatti, prima della creazione costituiva il dipartimento dedicato all'animazione 3D dello stesso; a causa della crescente domanda di contenuti in animazione digitale, lo studio venne distaccato dal gruppo principale per dedicarsi a produzioni indipendenti sia a livello nazionale che internazionale. Ha sede a Nerima (Tokyo).

## Produzioni

### Serie TV
| Titolo  | Canale di trasmissione    | Inizio prima visione | Fine prima visione | Episodi | Note                                                                  | Fonti |
| ------- | ------------------------- | -------------------- | ------------------ | ------- | --------------------------------------------------------------------- | ----- |
| Monsuno | Nicktoons, TV Tokyo, Hulu | 23 febbraio 2012     | 1 luglio 2014      | 65      | Diviso in tre stagioni. Nato da una collaborazione nippo-statunitense | [ 4 ] |

### ONA
| Titolo                           | Inizio prima visione | Fine prima visione | Episodi | Note                                                                                       | Fonti       |
| -------------------------------- | -------------------- | ------------------ | ------- | ------------------------------------------------------------------------------------------ | ----------- |
| Soul Worker: Your Destiny Awaits | 17 marzo 2016        | 5 aprile 2016      | 5       | Tratto dall'omonimo gioco prodotto da Lion Games Studios.                                  | [ 5 ]       |
| Kengan Ashura                    | 31 luglio 2019       | 31 ottobre 2019    | 24      | Tratto dall'omonimo manga scritto da Yabako Sandrovich.                                    | [ 6 ]       |
| Tekken: Bloodline                | 18 agosto 2022       | 18 agosto 2022     | 6       | Tratto dall'omonimo gioco prodotto da Bandai Namco Studios. Co-prodotto con Studio Hibari. | [ 7 ] [ 8 ] |
| Kengan Ashura 2                  | 21 settembre 2023    | -                  | -       | Seconda stagione di Kengan Ashura.                                                         | [ 9 ]       |